# Калинниково
Калинниково — деревня в Кадуйском районе Вологодской области.
Входит в состав Никольского сельского поселения, с точки зрения административно-территориального деления — в Никольский сельсовет.
Расположена на левом берегу реки Шулма. Расстояние по автодороге до районного центра Кадуя — 30,5 км, до центра муниципального образования села Никольское — 6,5 км. Ближайшие населённые пункты — Бузыкино, Занино, Ивановское, Калинино, Лыковская, Мелентьево, Мелехино, Постниково, Сафоново, Семеновская, Спиренская, Старина, Тарасовская, Чертова, Шутовская.
По переписи 2002 года население — 4 человека.

## Знаменитые уроженцы
- Иван Панфилович Белов - советский военный деятель, командарм 1-го ранга, командующий войсками Московского военного округа.